# 柴桥街道
柴桥街道，是中国浙江省宁波市北仑区的一个街道办事处，辖区面积65.2平方公里，因柴桥而得名:107，明清时期形成街市，商贸繁荣，素有“小宁波”之称:132-133。

## 历史
辖区古属鄞县海晏乡、泰邱乡，宋熙宁十年（1077年）划归定海县（镇海县）属海晏乡，1934年设柴桥镇，1945年分为柴桥镇、穿山乡、紫石乡、里河乡、昆亭乡及霞浦乡部分，1950年8月称柴桥镇、山门乡、穿山乡、镇东乡、洪岙乡、陈胜乡、紫石乡、里河乡、昆亭乡，1956年2月镇东乡2个村划入柴桥镇，山门乡、洪岙乡、镇东乡并入穿山乡，陈胜乡、里河乡划入紫石乡，昆亭乡和三山乡、海口乡合并为三合乡，1957年6月昆亭乡重新分出，1958年10月改为柴桥人民公社柴桥管理区、后所管理区、山门管理区、洪山管理区、陈胜管理区、紫石管理区、里河管理区、昆亭管理区，1959年7月柴桥管理区改为柴桥镇管理委员会，陈胜管理区并入紫石管理区、里河管理区，12月山门管理区、后所管理区合并为穿山管理区，洪山管理区并入霞浦管理区，1960年9月穿山管理区并入柴桥管理区，里河管理区并入紫石管理区，1961年4月改为柴桥公社、紫石公社、昆亭公社，1962年6月柴桥公社分为柴桥镇、穿山公社，1970年柴桥镇、穿山公社合并为柴桥镇公社，昆亭公社并入三山公社，1971年5月昆亭公社重新分出，1980年柴桥镇公社改为柴桥镇，1983年7月紫石公社改为紫石乡，11月昆亭公社改为昆亭乡，1992年5月紫石乡、昆亭乡并入柴桥镇，2003年8月撤镇设立柴桥街道，原昆亭乡上刘村、上车门村、邹溪村、燕湾村、桂池村、干岙村与三山乡合并设立春晓镇:12-14、131:8、107:73。

## 行政区划
柴桥街道下辖以下地区：
芦北社区、芦南社区、穿山社区、养志社区、万景山社区、芦源社区、沃家村、田洋村、红光村、洪溪村、上史村、洪岙村、水芹村、芦江村、沙溪村、后所村、穿山村、东山门村、同盟村、岭下村、河头村、久勤村、高村、后郑村、前郑村、东六房村、大溟村、四合村

## 交通
329国道通过柴桥街道。 穿山疏港高速也经过柴桥街道，设柴桥出口。